# 唐埃什佩蒂图洛佩斯
唐埃什佩蒂图洛佩斯（葡萄牙語：Dom Expedito Lopes）是巴西皮奥伊州的一个市镇。总面积219.07平方公里，总人口6532人，人口密度29.8人/平方公里。